# 린스룽
임세영(林世榮, 린스룽, 1861년 ~ 1943년)은 중화민국의 무술가이다. 광둥성(廣東省) 남해현(南海縣)사람으로, 홍가권(洪家拳)의 일대종사였던 황비홍(黃飛鴻)의 제자 중 한 명이다.

## 임세영의 생애
임세영은 중국 광동성 남해현 출신으로 정육점(푸줏간)을 경영하던 사람이었다. 그래서 사람들은 그를 '돼지고기 장삿꾼 임(林)군'이라고 불렀다고 한다. 임세영이 자라던 시기는 청나라의 국력이 쇠퇴하여 시국이 매우 불안정한 때였고 임세영은 난세를 구할 큰 뜻을 품고 무예를 연마할 뜻을 품게 된다. 그리하여 비밀결사에 가입하여 무예를 배우기 시작하였으나 흡족하지 못해 고금성(古金星)의 제자로 입문하여 수년간 무예를 연마하였다. 하지만 생활이 어려워 그마저도 오래 가지 못하고 도중에 중단하여 홀로 수련해야 했다. 나중에 종홍산(鐘洪山)이라는 스승 밑에서 다시 무예 수련을 시작한 그는 홍권의 일대종사로 유명한 황비홍의 명성을 듣고 뜻이 맞는 동지들과 함께 유영복(劉永福)의 수군 교관으로 무술을 지도하고 있는 황비홍에게 찾아가 그의 제자가 되어 본격적으로 무예를 수련하기 시작한다.
임세영은 자신의 제자들과 중국 전통 연극인 경극을 구경하러 갔다가 우연히 지역의 깡패들과 시비가 붙었는데 깡패들이 임세영의 무공이 고강한 것을 알고 물러갔으나 임세영이 홀로 있을 때 몰래 기습을 해왔다. 그러자 임세영은 그들의 무리가 사람이 많아 방어만 하기에는 곤란한 것을 깨닫고 할 수 없이 공격을 하여 깡패들을 쓰러뜨렸으나 결국 광주(廣州, 광저우) 전역에 임세영을 체포한다는 수배령이 내려졌다. 그러자 임세영은 몸을 피해 다른 지역으로 달아났다가 반청(反淸)의 무리를 모아 청나라를 멸망시키고 중화민국을 세우는 데 공헌하게 된다. 중화민국 수립 후 광주(廣州, 광저우)로 돌아온 임세영은 자신의 도장을 차려 제자를 양성하다가 다시 홍콩(香港)으로 이주하여 무관을 열고 홍가권을 가르치며 많은 제자들을 양성하였고 자신의 스승이었던 황비홍을 재조명하는 작업에 착수하여 수많은 서적을 통해 황비홍의 존재를 널리 알리는 한편, 홍가권을 다시 개량하여 새롭게 만들어 홍가권의 일대종사가 되었다.

## 임세영의 일화
황비홍 밑에서 수련하던 임세영은 광주(廣州, 광저우)로 떠나 자신의 도장을 열게 되었다. 그곳에는 소림 무예를 전수하던 도장이 있었는데 그곳의 관장은 성정이 포악하여 자신의 도장 근처에 새로운 도장이 들어설 때마다 직접 찾아가 대련을 신청하여 이에 응하면 그곳의 사범을 반죽음을 만들어 놓아 도장을 폐쇄시켜 타인의 무술 도장이 새롭게 들어설 수 없도록 하고 있었다. 임세영의 도장이 들어서자 역시 임세영의 도장에 찾아와 대련을 신청하였고 임세영은 좋은 말로 거절하였으나 끈질기게 요구하자 할 수 없이 대련을 하게 되었고 그곳의 관장은 임세영의 한 수에 나가떨어지고 말았다. 그러나 패배를 인정하지 않고 후일을 기약하며 돌아간 그는 남들 앞에서 허세를 부리며 임세영을 비난하였고 임세영은 자신을 뒤에서 욕하는 그를 호되게 비판하였다. 그러자 격분한 소림 무예 도장의 관장은 18반 병기 중 하나인 쌍극(雙戟)을 들고 임세영을 찾아갔으나 역시 임세영의 한 수에 나가떨어져 큰 부상을 입었다. 부상을 치료하기 위해 그는 수군 무예 교두인 황비홍을 찾아갔는데 황비홍이 보기에 예사 상처가 아니었기에 어떻게 이런 상처가 났느냐고 물어보았고 관장은 사실대로 말하였다. 그러자 황비홍은 임세영이 자신의 제자라며 죽지 않은 것을 다행으로 알라며 훈계하였다. 이에 소림 무예 도장의 관장은 간담이 서늘하여 다시는 얼씬거리지 않았다고 한다.
어느날 임세영은 사부인 황비홍과 해동사라는 사찰을 구경하러 갔는데 그곳에서 무공이 높은 스님을 만나게 되었다. 그 스님은 철두공의 고수로 절에 온 사람들에게 자신의 철두공을 자랑하고 있었다. 임세영은 그와 무술을 겨뤄보고 싶어 사부인 황비홍의 눈치를 보았고, 황비홍이 웃으며 허락하자 그 스님과 한 판을 겨루게 되었다. 그 스님이 철두공으로 돌격해오자 임세영은 호학쌍형권의 한 수로 그를 쓰러뜨렸고 이내 그 스님을 일으켜 세우며 달랬다고 한다.

## 임세영이 등장한 영화 작품
- 인자무적(忍者無敵 / The Magnificent butcher,1979) : 홍금보
- 황비홍(黃飛鴻 / Once Upon A Time In China, 1991) : 정칙사
- 황비홍 4 - 왕자지풍(黃飛鴻之四 王者之風 / Once Upon A Time In China IV, 1993) : 정칙사
- 황비홍 5 - 용성섬패(黃飛鴻之五 龍城殲覇: Once Upon A Time In China V, 1994) : 정칙사